# Karl Hermann Spitzy
Karl Hermann Spitzy (* 10. November 1915 in Wien; † 26. Mai 2013 in Baden bei Wien) war ein österreichischer Mediziner. Er erlangte international hohe Bekanntheit durch seine Penicillin-Forschungen (Oralpenicillin, Penicillin-Hochdosistherapie).

## Werdegang

### Jugend
Karl Hermann Spitzy war der Sohn des Orthopäden Hans Spitzy und jüngerer Bruder von Reinhard Spitzy. Spitzy maturierte 1933 am Schottengymnasium und begann gleichen Jahres ein Medizin- und ein Philosophiestudium; parallel dazu absolvierte er die Ausbildung zum technischen Werkmeister, die er 1935 mit der technischen Werkmeisterprüfung am Arsenal in Wien, abschloss. 1934 trat er der SS bei (SS-Nummer 309.547). Sein Medizinstudium beendet er 1939 als Hospitant an der I. Medizinischen Universitätsklinik in Wien und arbeitet dort gleichen Jahres für kurze Zeit als Gastarzt.

### Zeit des Nationalsozialismus
Über seine Tätigkeiten nach dem Anschluss Österreichs an das Nationalsozialistische Deutsche Reich liegen unterschiedliche Angaben vor. Fest steht, dass Spitzy während des gesamten Zweiten Weltkrieges Mitglied der Waffen-SS war. Nach Ernst Klee wurde Spitzy im Jahr 1938 Adjutant von Innenminister Hubert Klausner in der Regierung des Reichsstatthalters Arthur Seyß-Inquart; ebenso soll er Kontakte zum SS-Ahnenerbe gehabt haben. In der SS wurde Spitzy 1943 SS-Hauptsturmführer bzw. Hauptsturmführer der Reserve. Anderen Angaben zufolge diente er bald nach seiner Promotion an der Ostfront als Bataillonsarzt, Regimentsarzt und im letzten Jahr als Internist im Korpslazarett.

### Medizinische, akademische und gesellschaftliche Karriere
Spitzy wurde 1945 Chefarzt für Innere Medizin im Krankenhaus Peine/Hannover, wechselte 1946 in die I. Medizinische Universitäts-Klinik in Wien ein.
1954 wurde Spitzy mit einer wirkungsvergleichenden klinischen Studie säurestabiler Penicilline betraut. Diese säurestabilen Penicilline und damit deren mögliche orale therapeutische Verwendung hatten durch Zufall das Team E. Brunner, St. Kropaczy, E. Brandl und H. Margreiter, welche Mitarbeiter der Firma Biochemie GmbH in Kundl (Tirol) waren, entdeckt; unter diesen Verbindungen fand sich das vermeintlich neue Penicillin V (Phenoxymethylpenicillin). Die Studie wurde rasch abgeschlossen, die Studienergebnisse wurden neben anderen aus den USA schon 1955 am III. Internationalen Symposium für Antibiotika in Washington vorgestellt. Das magensäureresistente, daher oral verabreichbare Penicillin V erwies sich als das wirkungsvollste unter den geprüften Verbindungen; es trat zu den schon bekannten, jedoch nur injizierbaren Penicillinen hinzu, war in der Praxis daher leichter therapeutisch einsetzbar als diese und fand als Antibiotikum weltweit rasch breite Verwendung.
Noch 1955 gründet Spitzy an der Wiener I. Medizinische Universitäts-Klinik die Forschungsstelle für Antibiotika. Er entwickelte bis 1962 die Penicillin-Hochdosierungstherapie, was ihm den Spitznamen „Millionenspitzy“ einbrachte.
1962 wurde Spitzy Dozent, 1970 außerordentlicher Professor an der Universität Wien. Von der Einrichtung der Lehrkanzel für Chemotherapie 1973 bis 1987 lehrte Spitzy als ordentlicher Professor an der Universität Wien. 1979 wurde die Lehrkanzel in die Universitätsklinik für Chemotherapie umgewandelt und Spitzy zu deren Vorstand berufen. Seine engeren Mitarbeiter waren u. a. K. Moser, G. Hitzenberger, H. Pichler, H. Rainer, St. Breyer, Ch. Dittrich, A. Georgopoulos, W. Graninger. 1987 emeritierte Spitzy.
1966 war er Vermögensverwalter, 1982 bis 1991 Präsident der Gesellschaft der Ärzte in Wien, gehörte dem Vorstand der Wiener medizinischen Akademie an, deren Ehrenpräsident er 1998 wurde; er war im Vorstand der internationalen Gesellschaft für Chemotherapie, 1974 bis 1976 Präsident der Paul-Ehrlich-Gesellschaft für Chemotherapie. Ab 1971 fungierte er als langjähriger Herausgeber der Zeitschrift Arzneimittelpraxis und gab 1984 bis 2010 die Zeitschrift Antibiotikamonitor heraus. Er betätigte sich als wissenschaftlicher Berater bei rund 200 medizinischen Filmen, moderierte in den 1970ern die österreichische Fernsehserie 'Die Wiener medizinische Schule heute', galt als glänzender Organisator von Kongressen (u. a. zweimal des Internationalen Kongresses für Chemotherapie 1963 und 1987) und schrieb über medizingeschichtliche Themen. Spitzy ist Autor von über 400 wissenschaftlichen Arbeiten.

### Philosophie und Ethik
Karl H. Spitzy führte sein 1933 unter Erich Heintel und Ferdinand Wagner in Wien begonnenes Philosophie-Studium nach 1945 fort, legte 1955 das Absolutorium in Philosophie an der Universität Wien ab. Er nahm 1991 sein Philosophiestudium an der christlich-katholisch ausgerichteten Gustav-Siewerth-Akademie in Bierbronnen/Deutschland wieder auf, wo er 1992 bei A. von Stockhausen seinen Magister artium im Hauptfach Philosophie erwarb. 1994 promovierte Spitzy mit einer Arbeit zur Dialogik (Dämon und Hoffnung) zum Doktor der Philosophie an der Universität Wien. In seinen Jugendjahren beeinflusst von Immanuel Kant, wendete sich Spitzy später den Philosophen Martin Buber, Ferdinand Ebner und Hans Jonas zu, die sein Philosophieren maßgeblich bestimmen sollten. Dies erklärt auch sein Naheverhältnis zu seinem Wiener Doktorvater Peter Kampits.
Spitzy entwickelte ein Ich-Du-bezogenes Konzept ärztlichen Handelns, welches das praktische Arzt-Patient-Verhältnis entscheidend bestimmt. In diesem Verhältnis spielt die ärztliche Verantwortung eine große Rolle, vor allem als einer „Verantwortung wovor“. Damit gemeint ist, dass vor Rechtsnormen oder herrschenden Sitten, vor dem eigenen Gewissen allein Verantwortung in ausreichender Weise keinesfalls übernommen werden könne, sondern immer auch vor einer metaphysischen Instanz:

„Das Ich und Du im dialogischen Denken steht nicht nur als Dyade da, sondern ist immer eine Triade, und wenn Gott auch nur, wie Buber sagt, ‚in das Zwischen einweht‘.“

Spitzy behandelte „Kranke und nicht Krankheiten“. Er folgte dem Motto „Handle so, dass es auch ein Gebet sein könnte.“:

„[…] das Handeln des Arztes [ist] nur im zirkulären Prozess des Gewinnens von Vertrauen und des Übernehmens von Verantwortung möglich […], insofern zirkulär, als das Vertrauen als Geschenk des Patienten immer wieder neu gewonnen werden muss und die Verantwortung dementsprechend immer wieder eine neue ist.“

Spitzy spricht in seinen philosophischen Arbeiten von ärztlicher Dialogik und – allgemeiner – von einer medizinspezifischen Philosophie, die er Klinische Philosophie nennt. Diese arbeitet er unter den Aspekten ärztlicher Dialogik, ärztlicher Ethik, ärztlicher Wissenschaft und ärztlicher Hodegetik eingehend auf. Einen Eindruck von Spitzys Dialogik und Klinischer Philosophie vermittelt ein 2004 zwischen E.-M. Schulak und Karl H. Spitzy geführtes Gespräch.
Ende der 1990er Jahre rief Karl H. Spitzy den Badener Kreis ins Leben, ein nicht-öffentliches Diskussionsforum, in dem er mit Ärzten, Psychologen, Physikern und Philosophen die Arzt-Patienten-Beziehungen auslotete.

### Auszeichnungen
Spitzy war Träger zahlreicher Auszeichnungen und wurde vielfach gewürdigt, darunter:
- 1960: Theodor-Körner-Preis
- 1992: Wilhelm-Exner-Medaille[16]
- 1993: Billroth-Medaille
- 1994: Kulturpreis der Stadt Baden bei Wien
- 1995: Goldene Medaille der Ärztekammer
- 1996: Goldene Medaille der Stadt Wien

1988 wurde der Karl-Hermann-Spitzy-Preis erstmals vergeben.

## Publikationen (Auswahl)
Penicillin-Forschung
- Die perorale Penicillintherapie. In: Antibiotica et Chemotherapia: Fortschritte, Advances, progrès. Bd. 2. Karger, Basel 1955, S. 134–206 (Entwicklung des ersten Oralpenicillins).
- Penicillin in hohen Dosen. In: Wiener klinische Wochenschrift. Bd. 74 (1962), S. 840–844 (Entwicklung der Hochdosierung).

Forschungs- und ärztliche Ethik
- Repräsentativer Einzelfall und Doppeltblindversuch. In: Zeitschrift für Klinische Psychologie und Psychotherapie. Bd. 22 (1974), H. 3, S. 218 (Kritik der klinischen Statistik).
- Ethik und Arzneimittelforschung. In: Helmut-Paul Kuemmerle u. a. (Hrsg.): Klinische Pharmakologie. Ecomed, München/Landsberg 1993, Bd. 2, Kap. 1.4.1.
- Ärztliche Ethik im Spannungsfeld ökonomischer Anforderungen. In: Engelbert Theurl (Hrsg.): Tödliche Grenzen: Rationierung im Gesundheitswesen. Dokumentband zum 13. Hochschulkurs aus Gesundheitsökonomik der Österreichischen Gesellschaft für Gesundheitsökonomie. Alfred & Söhne, Meran 1994.
- Ethische Probleme in der Chemotherapie. In: Antibiotikamonitor. Bd. 14 (1998), H. 6.
- Medizinischer Dialog und heilkundliche Dialogik. Kritik an der reinen Befundmedizin. In: Psychopraxis. Bd. 3 (2000), H. 7, S. 17.
- Verantwortung in der Medizin aus dialogischer Sicht. In: Wiener Medizinische Wochenschrift. Bd. 152 (2002), S. 13.

Medizingeschichte
- Mit Inge Lau: Van Swietens Erbe: Die Wiener Medizinische Schule in Selbstdarstellungen. Maudrich, Wien 1982.
- Mit Gerhart Hitzenberger, Ingeborg Lau: Der Versuch am Menschen in der Wiener Medizinischen Schule in Selbstdarstellungen. Maudrich, Wien 1984.
- Als Hrsg.: Gesellschaft der Ärzte in Wien 1837–1987. Mit Beiträgen von Isidor Fischer, Otto Novotny, Armin Prinz, Karl Sablik und Helmut Wyklicky. Brandstätter, Wien 1987.

Arzt-Patienten-Beziehung und Medizinische Philosophie
- Kann eine Metamedizin zwischen der Paramedizin und der sogenannten Schulmedizin eine Brücke schlagen? In: Wiener Medizinische Wochenschrift. Bd. 140 (1990), H. 4, S. 81 (Dialogik als Lösungsvorschlag).
- Dämon und Hoffnung. Dialogik in der Medizin. Hasel, Wien 1993.
- Klinische Philosophie I. Ärztliche Dialogik. Maudrich, Wien 1994.
- Klinische Philosophie II. Ärztliche Ethik. Maudrich, Wien 1995.
- Klinische Philosophie III. Ärztliche Wissenschaft. Maudrich, Wien 1998.
- Klinische Philosophie IV. Ärztliche Hodegetik. Maudrich, Wien 2000.
- Mit Eugen-Maria Schulak: Wenn Ärzte nach der Weisheit suchen. Ein Dialog zwischen Medizin und Philosophie. Kremayr & Scheriau, Wien 2004 (Buchbeschreibung).